# Ángela Cremonte
Ángela Cremonte, née le 3 avril 1985 à Madrid, est une actrice hispano-argentine. 
Elle est connue pour ses rôles dans des séries espagnoles populaires telles que Los hombres de Paco, Les Demoiselles du téléphone, Imperium et Amar es para siempre, ainsi que dans la première saison de Gran Reserva.

## Biographie
Ángela Cremonte a étudié le théâtre au centre Réplika Teatro de Madrid avec Jaroslaw Bielski et Socorro Anadón, et le vers classique avec José Luis Sáiz. Elle s'est également entraînée avec Fernando Piernas et Susan Batson, et a fait 7 ans de gymnastique rythmique et de ballet. Elle est également titulaire d'un diplôme en sciences humaines de l'université Charles-III de Madrid et a étudié certaines matières à l'université britannique de Nottingham Trent.
Elle fait ses débuts sur grand écran en 2000 et participe au film Más pena que Gloria du réalisateur Víctor García León. En 2006, elle fait partie de la distribution du film Vete de mí, également de García León, et de La dama boba, de Manuel Iborra. Ses premières incursions à la télévision incluent un rôle récurrent dans la série Cuestión de sexo sur Cuatro.
2010 est l'année où la carrière de Cremonte a fait un bond en avant spectaculaire. À la télévision, elle a participé à la dernière saison de la longue série télévisée Los hombres de Paco. Elle a également eu un rôle récurrent dans la première saison de Gran Reserva, diffusée sur Televisión Española. Elle a également joué dans la série historique Hispania, la leyenda sur Antena 3, où elle incarnait une esclave de la femme du préteur. Cremonte a participé aux trois saisons de la série, ainsi qu'à sa suite, Imperium. Côté cinéma, elle a tenu un second rôle dans le film Todas las canciones hablan de mí, le premier film du réalisateur Jonás Trueba.
En 2011, elle a présenté La voz dormida, un film de Benito Zambrano qui a remporté plusieurs prix. En 2013, elle rejoint la série de l'après-midi d'Antena 3, Amar es para siempre, où elle incarne Valeria Prado durant la deuxième saison,. En 2015, elle fait une brève apparition dans la série télévisée historique espagnole Carlos, rey emperador, où elle incarne Maria Tudor dans trois épisodes. Depuis 2017, elle fait partie du casting de la série Netflix Las chicas del cable, où elle incarne Elisa Cifuentes. En février 2019, elle rejoint la série médicale Hospital Valle Norte, également diffusée sur TVE.
Elle a passé une grande partie de sa carrière en tant qu'actrice au théâtre. Elle a joué Ismène dans Antigone, Ophélie dans Hamlet, et a été la vedette de Immunidad diplomática, du réalisateur Alberto Herreros. En 2017, elle était Celimena dans Le Misanthrope au Pavón Teatro Kamikaze de Madrid. En 2018, aux côtés de Malena Alterio, elle est à l'affiche de Los universos paralelos de David Serrano.

## Filmographie

### Longs métrages
| Année | Titre                            | Personnage  | Réalisateur        |
| ----- | -------------------------------- | ----------- | ------------------ |
| 2000  | Más pena que Gloria              | Alexia      | Víctor Carcía León |
| 2006  | Vete de mí                       | Irene       | Víctor Carcía León |
| 2010  | Todas las canciones hablan de mí | Irene Muñoz | Jonás Trueba       |
| 2011  | La voz dormida                   | Elvira      | Benito Zambrano    |
| 2022  | Venus                            | Lucía       | Jaume Balagueró    |

### Télévision
| Année       | Titre                       | Personnage                     | Chaîne                                   | Notes                                          |
| ----------- | --------------------------- | ------------------------------ | ---------------------------------------- | ---------------------------------------------- |
| 2007        | Cuestión de sexo            | Carmen                         | Cuatro                                   | Rôle récurrent ; 4 épisodes                    |
| 2008        | Impares                     | Extra                          | Antena 3                                 | 1 épisode                                      |
| 2010        | Los hombres de Paco         | Amaia Mondragón Naranjo        | Antena 3                                 | Rôle principal ; 13 épisodes                   |
| 2010 - 2011 | Gran Reserva                | Paloma Olmedo / Carlota Olmedo | TVE                                      | Rôle récurrent ; 14 épisodes                   |
| 2010 - 2012 | Hispania, la leyenda        | Sabina                         | Antena 3                                 | Rôle principal : 20 épisodes                   |
| 2012        | Imperium                    | Sabina                         | Antena 3                                 | Rôle principal ; 6 épisodes                    |
| 2013 - 2014 | Amar es para siempre        | Valeria Prado Padilla          | Antena 3                                 | Rôle principal ; 278 épisodes (Saisons 1 et 2) |
| 2014        | L'Aigle rouge (Águila Roja) | Elena                          | TVE                                      | 1 épisode                                      |
| 2015 - 2016 | Carlos, rey emperador       | María Tudor                    | TVE                                      | 3 épisodes                                     |
| 2017 - 2020 | Las Chicas del cable        | Elisa Cifuentes                | Netflix                                  | Rôle principal ; 32 épisodes                   |
| 2019        | Hospital Valle Norte        | Docteure Julia Rubio           | TVE                                      | Rôle principal ; 6 épisodes                    |
| 2020, 2022  | Mentiras                    | Laura Munar                    | Atresplayer Premium, Antena 3 et Netflix | Rôle principal ; 6 épisodes                    |
| 2022        | Feria, l'éclat des ténèbres | Blanca                         | Netflix                                  | Rôle secondaire ; 8 épisodes                   |

### Courts métrages
- Voluntario (2008) : Paula. Réalisateur : Javier San Román
- Mi lucha (2011) : la mère. Réalisateurs : Aitor Aspe et José María de la Puente
- Instrucciones para eliminar a un tipo vulgar (2011) : Ángela. Réalisateur : Luis Mancha

### Théâtre
- Cervantes circus (2008) : Lily. Réalisateur : José Luis Sáiz
- The polyglots teatro (2008) : Tati. Réalisateur : Cruz Sánchez Pino
- Comedias cómicas en el corral de comedias (2007) : Finea. Réalisateur : José Luis Sáiz. Corral de Comedias de Alcalá de Henares
- Toys (2007) : Lesley. Réalisateur : Bego Isbert
- El viaje del actor (2010) : Nina. Réalisateur Paco Plaza. Teatros del Canal, Madrid
- Nada tras la puerta (2013-2014). Réalisateur : Mikel Gómez de Segura. Théâtre Valle Inclán, Madrid
- Inmunidad diplomática (2014). Réalisateur par Alberto Herreros. Théâtre Fernán Gómez, Madrid
- Le Misanthrope (2015). Réalisateur : Miguel del Arco. Kamikaze Producciones
- Antigone (2015) : Ismène. Réalisateur : Miguel del Arco. Kamikaze Producciones. Teatro de la Abadía
- Hamlet (2016-2017) : Ophélie. Réalisateur : Miguel del Arco. Kamikaze Producciones
- Los Universos Paralelos (2018) : Belén. Réalisé par David Serrano. Productions théâtrales contemporaines
- Metamorfosis de Mary Zimmerman (2019). Réalisateurs : David Serrano et Jesús Cimarro. Festival Internacional de Teatro Clásico de Mérida

### Publicité
- Embarazada (2008) : Esther. spot publicitaire pour WWF, ADENA
- Campagnes de publicité et catalogues pour Tan-Trend Bijoux SL (2006 - ?)

## Prix et nominations
Prix Teatro de Rojas
| Année | Catégorie                         | Film   | Résultat | Notes  |
| ----- | --------------------------------- | ------ | -------- | ------ |
| 2016  | Meilleure interprétation féminine | Hamlet | Nommée   | [ 16 ] |